# Expedición de Solís al Río de la Plata

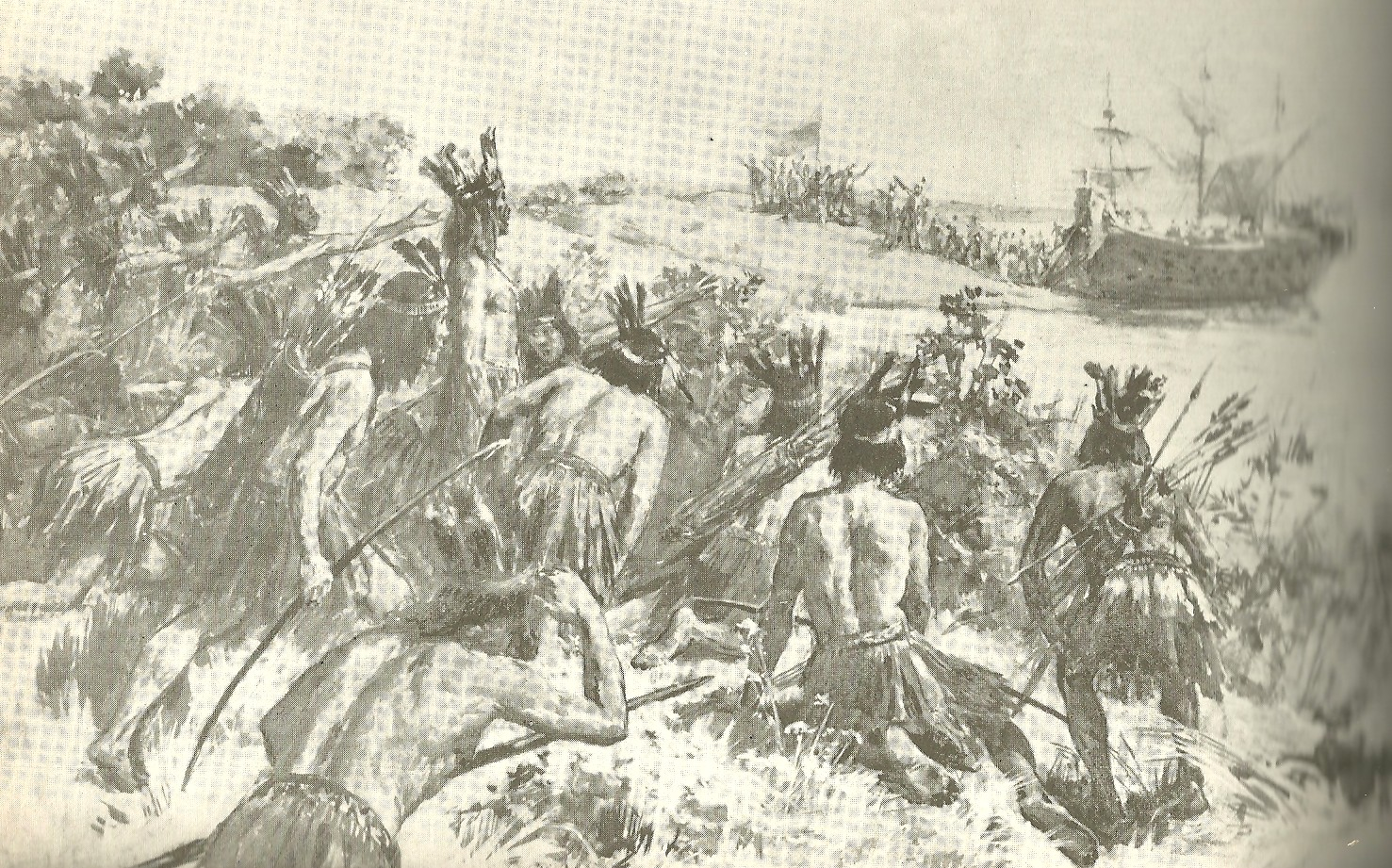
Desembarco de Juan Díaz de Solís en las costas de la Banda Oriental (actual Uruguay), acechado por indios Charrúas que lo matarían poco después.

La expedición de Solís es la primera que documenta con certeza el descubrimiento del Río de la Plata. Fue realizada al mando del piloto mayor Juan Díaz de Solís , entre 1515 y 1516, por orden del rey Fernando el Católico, con la intención de llegar a las islas Molucas descubriendo un paso entre los océanos Atlántico y Pacífico. Se vio frustrada por la muerte de Díaz de Solís en el Río de la Plata, debiéndose retornar a España. Solís realizó la formal toma de posesión para España de los territorios que le correspondían al sur del Brasil portugués de acuerdo al Tratado de Tordesillas.

## Antecedentes
Una narración de la expedición de Solís fue realizada por el cronista mayor de Indias, Antonio de Herrera, nombrado por el rey Felipe II en 1596 para investigar en los archivos. Herrera publicó en 1601 la Historia General de las Indias Occidentales, comprendiendo los sucesos ocurridos hasta 1531, entre los cuales se halla la expedición de Solís.
En 1509 Díaz de Solís y Vicente Yáñez Pinzón retornaron a España luego de realizar juntos un viaje de descubrimiento a América, pero una grave disputa entre ellos terminó con Solís en la prisión. Sin embargo, los magistrados estimaron que tenía la razón, y lo liberaron al poco tiempo recibiendo 34.000 maravedíes como recompensa. Herrera escribió que ese viaje, que con dos carabelas se inició en Sevilla en 1508, tomó el rumbo desde las islas de Cabo Verde al cabo de San Agustín y bordeando las costas del Brasil habrían llegado casi a los 40° de latitud sur. Sobre la base de ese escrito de Herrera algunos autores consideraron que la expedición debió descubrir el Río de la Plata, pero la escala en La Española, los objetos antillanos de oro con los que retornaron y diversos documentos de la época, demuestran que cumplieron la capitulación hecha con el rey dirigiéndose al mar Caribe, alcanzando las costas de Yucatán.
Díaz de Solís consiguió el favor del rey Fernando, quien, por su capacidad y pericia como marino, lo consideró como primer candidato al puesto de piloto mayor de Castilla, a la muerte de Américo Vespucio (22 de febrero de 1512). El 25 de marzo de 1512 Solís se convirtió en el sucesor de Vespucio y en almirante de la flota del descubrimiento española.
El 27 de marzo de 1512 Solís capituló con el rey Fernando para viajar con dos barcos a efectuar la demarcación de la línea del Tratado de Tordesillas, pero el rey suspendió el viaje el 30 de septiembre de 1512 a causa de las protestas portuguesas encabezadas por el embajador Juan Méndez de Vasconcelos. Sin embargo de que los documentos reales son concluyentes respecto de la suspensión del viaje, el cronista general de Indias Gonzalo Fernández de Oviedo aseveró en 1541 en su Natural é General Historia de las Indias que el viaje se realizó:

... le dice rio de la Plata ... llamóse primero rio de Solis, fue descubierto por ... aqueste Johan Diaz de Solis siendo piloto mayor ... el año de mill é quinientos é doce años.

Este texto fue recogido por Francisco López de Gómara en su Historia General de las Indias de 1552, añadiendo que costeó la tierra hasta casi los 40° de latitud sur, lo que dio lugar a la creencia del supuesto descubrimiento del Río de la Plata en 1512, copiada por Félix de Azara y Ruy Díaz de Guzmán.

## Capitulación

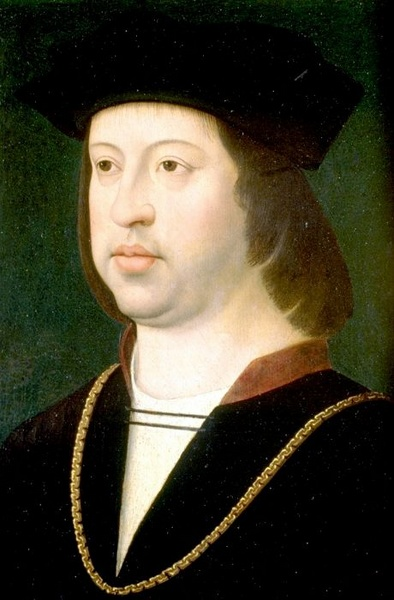
Fernando II de Aragón.

Luego de que Vasco Núñez de Balboa descubriera el océano Pacífico (el «mar del Sur») en 1513, se pensó en alcanzar ese océano mediante algún paso que debía existir al sur de las tierras conocidas del Brasil y de Castilla de Oro (actual Colombia), por lo que el 14 de noviembre de 1514, en Mansilla, Díaz de Solís capituló nuevamente con el rey Fernando para que:

... fuera con tres navios á espaldas de la tierra, donde ahora está Pedro Arias, mi capitán general gobernador de Castilla del Oro, y de allí adelante, ir descubriendo por las dichas espaldas de Castilla del Oro mil setecientas leguas o más si pudiereis, contando desde la raya ó demarcación que vá por la punta de la dicha Castilla del Oro adelante, de lo que no se ha descubierto hasta ahora, sin tocar en tierra de Portugal, debiendo salir en Setiembre de 1515, hacer el viaje en secreto como que no es de mandato real, y al llegar á espaldas de Castilla del Oro, enviar un mensajero con cartas para hacer saber al rey, lo que descubriese y carta de la costa, y lo mismo á Pedrarias, y si halla camino ó abertura de Castilla del Oro á Cuba, avise esto inmediatamente.
Capitulación de Solís en 1514.

El rey le ordenó:

...secreto é que ninguno sepa que Yo mando dar dineros para ello, ni tengo parte en el viaje ... antes haveis de decir é publicar que vos é vuestros hermanos é gente á vuestra costa is.

El rey nombró a Francisco de Coto, para ocupar interinamente el cargo de piloto mayor, en ausencia de su cuñado, Juan Díaz de Solís, y designó a otro cuñado de este, Francisco de Torres, como segundo piloto de la expedición.

## La expedición

### Preparativos y partida
La expedición debía descubrir un paso para llegar a las Molucas (islas de la Especiería) y estaba equipada con tres pequeñas carabelas y sesenta marineros. El monopolio del comercio con Oriente estaba en manos de la Corona portuguesa, que temía perderlo en favor de los españoles y por ese motivo desarrollaba una ingente tarea de espionaje en todos los puertos que su rival pudiera utilizar para enviar expediciones. Los barcos fueron alistados en Lepe en secreto, uno de 60 toneles (Santa María de la Merced) y los otros dos de 30, aportando el rey 4000 ducados de oro como contribución a la expedición. En concepto de préstamo, el rey también aportó 4 lombardas grandes (cañones) y 60 coseletes (armaduras). Se embarcaron provisiones para dos años y medio de viaje.
Díaz de Solís recibió del rey un adelanto de un año y medio de salario (lo mismo que Torres, Marquina y Alarcón) y se le prometía un tercio de los beneficios que se obtuvieran de la expedición, junto a los armadores. Otro tercio se reservaba para el rey y el resto para distribuir entre los marineros.
Descubierta la proximidad de la partida de Díaz de Solís, los portugueses intentaron sabotear los tres barcos, lo que falló y los barcos se trasladaron de Lepe a Sevilla el 12 de junio, pero la Santa María de la Merced zozobró a causa del exceso de carga y hubo pérdidas y retrasos, debiendo comprarse otra carabela. Luego de trasladarse desde Sevilla, la partida de la expedición se realizó desde el fondeadero de Bonanza en el puerto de Sanlúcar de Barrameda el 8 de octubre de 1515.
Juan Díaz emprendió su último viaje en la búsqueda del pasaje transoceánico, y en caso de encontrarlo, planeaba atravesar el océano Pacífico hasta alcanzar el Extremo Oriente. Viajaban en la expedición Juan de Ledezma, Pedro de Alarcón (como contador y escribano de la armada) y Francisco de Marqina (como factor), estos dos últimos nombrados por el rey, los pilotos Juan de Lisboa y Rodrigo Álvares, el maestre Diego García de Moger y el alférez Melcor Ramírez.

### Viaje por la costa del Brasil

Costa de Brasil en el Atlas Miller de 1519.

Luego de hacer una escala de reaprovisionamiento en Santa Cruz de Tenerife, en las islas Canarias, se dirigieron a la costa del Brasil, que alcanzaron al divisar el cabo San Roque, al sur del cabo de San Agustín, hacia donde los llevaron las corrientes marinas. Continuaron luego siguiendo hacia el sur la costa brasileña, pasando por el cabo Frío, la bahía de Guanabara («río de Genero», o «río de Janeiro»), en donde obtuvieron provisiones de los indígenas. Luego pasaron por el «cabo de Navidad», y alcanzando el «río de los Santos Inocentes» el 28 de diciembre (actual Santos). Díaz de Solís navegó lentamente hacia el sur a la vista de tierra, pasando el «cabo de Cananea» (Cananéia, el 6 de enero) y alcanzaron luego una isla a la que Díaz de Solís denominó «de la Plata» (posiblemente la «isla San Francisco» o la isla de Santa Catalina y una bahía ubicada a 27° sur que se llamó «de los Perdidos».

### Llegada al Río de la Plata
Prosiguió explorando la costa riograndense y la uruguaya, pasando el «cabo de las Corrientes» (posiblemente el de Santa Marta Grande) y la «isla de San Sebastián de Cádiz» el 20 de enero (cercana al cabo Polonio), alcanzando la isla de Lobos y Punta del Este el 2 de febrero. Allí tomó posesión de la tierra en nombre del rey de España, erigiendo una cruz al son de trompetas ante el escribano Alarcón, llamando al lugar «Puerto de Nuestra Señora de la Candelaria» (posiblemente en la actual Maldonado). En la capitulación se indicaba que la toma de posesión se hiciera «donde haya algún cerro señalado o árbol grande».

Pasaron el Cabo de las Corrientes y fueron a surgir en una tierra en 29 grados y corrieron dando vista a la isla de San Sebastián de Cádiz, a donde están otras tres islas que dijeron de los Lobos, y dentro el Puerto de Nuestra Señora de la Candelaria que hallaron en 35 grados, y aquí tomaron posesión por la Corona de Castilla.
Relación de Herrera

Río de la Plata.

Ingresaron así en el Río de la Plata, una enorme extensión de agua dulce fruto de la unión de los ríos Paraná y Uruguay. Al confundirlo con un brazo de mar sin salinidad, Díaz de Solís lo bautizó «mar Dulce», y pudo penetrar en él gracias al escaso calado de sus tres carabelas.

Fueron a surgir al Río de los Patos en 34 grados y un tercio, entraron luego en un agua que por ser tan espaciosa, y no salada, llamaron Mar Dulce, que pareció después ser el río que hoy llaman de la Plata y entonces dijeron de Solís. De aquí fue el Capitán con él un navío que era una carabela latina reconociendo la entrada por la una costa de el río, surgió en la fuerza de él cabe una isla mediana en treinta y cuatro grados y dos tercios.
Relación de Herrera

Díaz de Solís exploró el río con una carabela chica en busca del paso hacia el mar del Sur, pasando frente al «río de los Patos» (posiblemente el río Santa Lucía) e hizo escala en la isla Martín García, que bautizó así porque allí tuvo que sepultar al despensero de ese nombre, fallecido a bordo de la carabela, convirtiéndose Díaz de Solís en el primer europeo en poner pie en forma comprobada en lo que hoy constituye la República Argentina.

### Muerte de Solís
Viendo indígenas en la costa oriental, Díaz de Solís intentó desembarcar en un bote con siete de sus tripulantes (entre ellos Alarcón y Marquina, cuatro marineros y el grumete Francisco del Puerto), en un paraje entre Carmelo y Punta Gorda, o en alguna isla situada frente a esa costa. Solís y sus compañeros fueron atacados por sorpresa por un grupo de indígenas que los mataron y descuartizaron ante la mirada del resto de los marinos, que observaron impotentes desde el buque, fondeado a tiro de piedra de la costa. Los cadáveres fueron asados y devorados por los indígenas, que fueron identificados como charrúas, sin embargo de que estos no eran caníbales, pero sí sus vecinos guaraníes (los chandules) que vivían en las islas situadas en la cercana costa opuesta.
Relación de Herrera sobre la muerte de Solís —nótese la S larga utilizada en la caligrafía de la época, representada con el símbolo « ſ »—.

Siempre que fueron coſteando la Tierra, haſta ponerſe en el altura ſobredicha, deſcubrian algunas veces Montañas, i otros grandes Riſcos, viendo Gente en las Riberas: i en eſta del Rio de la Plata deſcubrian muchas Caſas de Indios, i Gente, que con mucha atencion eſtaba mirando paſar el Navio, i con ſeñas ofrecían lo que tenian, poniendolo en el ſuelo. Juan Díaz de Solis, quiſo en todo caſo vèr, què Gente era eſta, i tomar algun Hombre para traer à Caſtilla. Saliò à Tierra con los que podían caber en la Barca: los Indios, que tenian emboſcados muchos Flecheros, quando vieron à los Caſtellanos algo deſviados de la Mar, dieron en ellos, i rodeando, los mataron, fin que aprovechaſe el ſocorro de la Artilleria de la Caravela: i tomando acueſtas los muertos, i apartandolos de la Ribera, haſta donde los del Navio los podían vèr, cortando las cabeças, braços, i pies, aſaban los cuerpos enteros, i ſe los comian. Con eſta eſpantoſa viſta, la Caravela fue à buſcar el otro Navio, i ambos ſe bolvieron al Cabo de S. Aguſtin, adonde cargaron de Braſil, i ſe tornaron à Caſtilla. Eſte fin tuvo Juan Diaz de Solis, mas famoſo Piloto, que Capitan.

El grumete Francisco del Puerto no fue asesinado, pero sus compañeros confundidos al haber perdido a su líder, no intentan rescatarlo y retornan junto a los otros dos barcos. Tomando el mando Francisco de Torres (cuñado de Díaz de Solís), regresaron inmediatamente al mar, reaprovisionándose de la carne de 66 lobos marinos en la isla de Lobos. Salaron la carne y llevaron los cueros que luego vendieron en Sevilla. Francisco del Puerto permaneció en Martín García hasta el arribo de la expedición de Sebastián Caboto, cuando fue recogido.

### Retorno a España
Al pasar frente a la isla Santa Catalina, naufragó una de las carabelas en la laguna de los Patos, quedando 18 marineros en la costa, entre ellos Melchor Ramírez y Enrique Montes. Estos náufragos se separaron, siete viajaron hacia el norte en busca de los portugueses, que los hallaron y los enviaron a Lisboa. Otros seis permanecieron en los Patos, y el portugués Alejo García se aventuró con algunos de sus compañeros y centenares de indígenas en busca de la Sierra de la Plata en dirección al Alto Perú, muriendo asesinado al regresar.
Los dos barcos restantes llegaron al cabo de San Agustín, en donde recogieron palo brasil y retornaron a España, arribando a Sevilla el 4 de septiembre de 1516. Desde entonces el estuario del Río de la Plata fue conocido en España como río de Solís.